# Тилак, Мукта
Мукта Тилак (англ. Mukta Tilak, 17 августа 1965, Гвалиор, Мадхья-Прадеш — 22 декабря 2022, Пуна, Махараштра) — индийский политик. Она была избрана в Законодательное собрание Махараштры от округа Касба Пет на выборах в Законодательное собрание штата в 2019 году как член Бхаратия джаната парти.
Тилак была избрана мэром Пуны на период с 2017 по 2019 год. Тилак была первым членом Бхаратия джаната парти, занявшим пост мэра.

## Личная жизнь и смерть
Мукта Тилак была невесткой Джаянтрао Тилака, внука Бала Гангадхара Тилака.
Тилак умерла от рака в Пуне 22 декабря 2022 года в возрасте 57 лет.